# غوردون كاي
غوردون كاي (بالإنجليزية: Gordon Kay)‏ هو منتج أفلام أمريكي، ولد في 6 سبتمبر 1916، وتوفي في 8 مارس 2005.

## وصلات خارجية
- غوردون كاي على موقع IMDb (الإنجليزية)
- غوردون كاي على موقع قاعدة بيانات الفيلم (الإنجليزية)